# ウィルソン病
ウィルソン病（ウィルソンびょう、Wilson disease、略: WD）とは、先天性銅代謝異常によって無機銅が代謝されずに蓄積し、大脳のレンズ核の変性と共に肝硬変・角膜輪等を生ずる疾患で、通常は5歳から15歳頃までに発病するが、2歳から72歳までは可能性があり、無治療では通常30歳までに死に至る。肝レンズ核変性症とも呼ばれる。

## 臨床像と病態
30,000人に1人程度、性別に関係なく発症する。日本では2008年に患者の約22%は発症から3年を経ても確定診断されず治療開始が遅れているとの報告がされている。2歳から72歳まで発症する可能性があり、約3%の患者は40歳を越えて発症する。
発症までの流れ
1. 遺伝的欠陥により銅代謝が障害される。
2. 胆汁への銅の分泌が減少する。
3. 銅の過剰の結果として肝臓への蓄積が起こる。
4. 代謝障害により、銅タンパクであるセルロプラスミンへの銅の取込みが阻害される。
5. セルロプラスミンの血清中濃度が低下する。
6. 肝線維化を生じ、最終的に肝硬変に至る。
7. 銅が肝臓から出て体内の組織へと拡散する。腎臓および生殖器に損傷を与え、脳は最も深刻な影響を受ける。
8. 溶血性貧血を引き起こす。
9. 角膜の辺縁および虹彩の縁に一部の銅が沈着し，カイザー・フライシャー輪を生じる。

## 歴史
1912年に英国ロンドンの「国立神経内科・脳神経外科病院（クイーンズ・スクエア）」神経内科医のサミュエル・アレクサンダー・キニア・ウィルソンによって報告された。

## 原因
13番染色体に位置する劣性遺伝子変異体がホモ接合型で有ることが原因。

## 症状
10%程度の患者の最初の症状は、カイザー・フライシャー輪、無月経、流産、血尿で気が付く。銅蓄積によって、肝臓障害、中枢神経障害が現れる。
- 肝臓障害
  - 急性肝炎、慢性活動性肝炎、劇症肝炎[1]
- 中枢神経障害
  - 認知異常、精神異常、不随意のリズミカル運動（振戦、ジストニア）、発音が正しく出来ない症状（構音障害）、嚥下困難、舞踏病、よだれ、協調運動障害[1]

## 診断基準
ウィルソン病診療 ガイドライン2015による診断基準は、
症状
1. カイザー・フライシャー(Kayser-Fleisher)角膜輪 2点
2. 精神神経症状 軽症 1点、重症 2点

（参考）軽症：軽度の手指の振戦やうつ症状等
重症：日常生活に支障をきたすような歩行障害、構音障害、流涎や統合失調症様の精神症状等
検査所見
1. 血清セルロプラスミン 10mg/dL未満 2点、10以上20mg/dL未満 1点
2. クームス陰性溶血性貧血 1点
3. 尿中銅排泄量 40以上80µg/日未満 1点、80µg/日以上 2点
4. 肝銅含量 50µg/g乾肝重量以上250µg/g乾肝重量未満 1点、250µg/g乾肝重量以上 2点
肝銅含量を測っていない場合、肝生検組織で銅染色 陽性1点
5. 精神神経症状がない場合に頭部MRIで銅沈着の所見 1点

鑑別診断
以下の疾患を鑑別する。
- 肝疾患
  - 慢性ウイルス性肝炎、非アルコール性脂肪性肝疾患、アルコール性肝疾患、薬物性肝疾患、自己免疫性肝疾患、原発性胆汁性胆管炎、原発性硬化性胆管炎、ヘモクロマトーシス、α1-アンチトリプシン欠乏症、無セルロプラスミン血症[4]等を鑑別する。
- 神経疾患
  - 不随意運動、姿勢異常や痙攣を呈する疾患を鑑別する。
- 精神疾患
  - うつ症状、不安神経症、双極性障害、妄想性障害、統合失調症、ヒステリーの症状を呈する疾患を鑑別する。

遺伝学的検査
ATP7B遺伝子の変異 1つの染色体 1点、両方の染色体 4点
診断のカテゴリー
- 確定
上記の点数の合計が 4以上
- 疑い
上記の点数の合計が 3以上

## 検査
ウィルソン病診療 ガイドラインに従い各項目の検査が行われる。特徴的な外見である「カイザー・フライシャー輪」の検査、血液検査により「セルロプラスミンおよび銅の血清中濃度」、24時間尿中銅排泄量を測定する。肝生検も有効である。

## 治療
治療としては当然、銅の蓄積の改善である。したがって銅排泄および低銅食が治療の基本である。
薬物療法
- D-ペニシラミン投与による重金属排泄促進。D-ペニシラミンは、血中で銅と結合し、銅を尿中へ排泄する。本症に対する第一選択薬ではあるが、ネフローゼ症候群や重症筋無力症、中毒性表皮壊死症などの重篤な副作用が報告されている。
- トリエンチン塩酸塩による銅排泄促進。トリエンチン塩酸塩は銅イオンと錯体を形成し、銅を尿中へ排泄する。D-ペニシラミンに比べて効果は弱いが、副作用が極めて少ないのがメリットである。
- 亜鉛製剤による銅吸収阻害。排泄の促進作用はないので、治療の安定期または発症前に内服するのがよい。
- 肝硬変の進行が早い場合は肝移植も行うことがある。肝細胞癌の発症は稀である。

食事療法
- 銅含有量の多い食品の摂食を避ける。
牛のレバー、カシューナッツ、ササゲ、野菜ジュース、甲殻類、キノコ類、ココアなど